# Glaucicodia leuconephra
Glaucicodia leuconephra är en fjärilsart som beskrevs av George Francis Hampson 1910. Glaucicodia leuconephra ingår i släktet Glaucicodia och familjen nattflyn. Inga underarter finns listade i Catalogue of Life.